# Torneig de Roland Garros 2018
El Torneig de Roland Garros 2018, conegut oficialment com a Internationaux de France 2018, és un esdeveniment de tennis disputat sobre terra batuda que pertany a la categoria de Grand Slam. La 117a edició del torneig es va celebrar entre el 27 de maig i el 10 de juny de 2018 al Stade Roland Garros de París, França.

## Destacats
- Nadal va establir una nova fita en la història del tennis, ja que va guanyar per onzena vegada aquest Grand Slam, d'aquesta forma va igualar el rècord de Margaret Court en l'Open d'Austràlia i que inclou tota la història del tennis. Amb aquest ja són tres torneigs que ha guanyat en onze vegades (Barcelona i Montecarlo). Aquest fou el quart títol de la temporada, tots sobre terra batuda, i el Grand Slam número 17 del seu palmarès, novament a tres de Roger Federer com a tennista amb més títols de Grand Slam. En la final va superar l'austríac Dominic Thiem, que va disputar la seva primera final de Grand Slam.[1]

- La tennista romanesa Simona Halep, actual número 1 del rànquing individual, va guanyar el primer títol de Grand Slam del seu palmarès després d'haver encadenat tres derrotes en finals de Grand Slam, concretament ja havia disputat dues finals a París (2014 i 2017). Halep ja havia guanyat aquest títol en categoria júnior deu anys abans, i s'afegia a Virginia Ruzici com a úniques romaneses en guanyar un títol de Grand Slam, que curiosament és la seva representant. En la final va superar l'estatunidenca Sloane Stephens, que havia guanyat la seva única final de Grand Slam que havia disputat.[2]

- La parella formada pels francesos Pierre-Hugues Herbert i Nicolas Mahut van guanyar el seu tercer títol de Grand Slam, tots diferents i a un de completar el Grand Slam.[3]

- La parella formada per les txeques Barbora Krejčíková i Kateřina Siniaková van guanyar el seu primer títol de Grand Slam.[4]

- La parella formada per la taiwanesa Latisha Chan i el croat Ivan Dodig van guanyar el primer títol de dobles mixtos en el primer torneig que disputaven junts. Chan, que cediria el número 1 del rànquing de dobles femenins en acabar el torneig, guanyava d'aquest forma el primer títol de Grand Slam en dobles mixts. Dodig també va guanyar el primer títol de dobles mixts del seu palmarès, que ja havia disputat la final dos anys abans. En la final van superar Gabriela Dabrowski i Mate Pavić, guanyadors de l'Open d'Austràlia.[5][6]

## Campions/es

### Sèniors
| Categoria          | Campions/es                           | Finalistes                    | Resultat            |
| ------------------ | ------------------------------------- | ----------------------------- | ------------------- |
| Individual masculí | Rafael Nadal                          | Dominic Thiem                 | 6−4, 6−3, 6−2       |
| Individual femení  | Simona Halep                          | Sloane Stephens               | 3−6, 6−4, 6−1       |
| Dobles masculins   | Pierre-Hugues Herbert Nicolas Mahut   | Oliver Marach Mate Pavić      | 6−2, 7−6(4)         |
| Dobles femenins    | Barbora Krejčíková Kateřina Siniaková | Eri Hozumi Makoto Ninomiya    | 6−3, 6−3            |
| Dobles mixts       | Latisha Chan Ivan Dodig               | Gabriela Dabrowski Mate Pavić | 6−1, 6−7(5), [10−8] |

### Júniors
| Categoria          | Campions                   | Finalistes             | Resultat         |
| ------------------ | -------------------------- | ---------------------- | ---------------- |
| Individual masculí | Tseng Chun-hsin            | Sebastián Báez         | 7−6(5), 6−2      |
| Individual femení  | Cori Gauff                 | Caty McNally           | 1−6, 6−3, 7−6(1) |
| Dobles masculins   | Ondřej Štyler Naoki Tajima | Ray Ho Tseng Chun-hsin | 6−4, 6−4         |
| Dobles femenins    | Caty McNally Iga Świątek   | Yuki Naito Naho Sato   | 6−2, 7−5         |

## Distribució de punts i premis

### Distribució de punts
| Esdeveniment       | G    | F    | SF  | QF  | 4a ronda | 3a ronda | 2a ronda | 1a ronda | Q   | Q3  | Q2  | Q1  |
| Individual masculí | 2000 | 1200 | 720 | 360 | 180      | 90       | 45       | 10       | 25  | 16  | 8   | 0   |
| Dobles masculins   | 2000 | 1200 | 720 | 360 | 180      | 90       | 0        | N/D      | N/D | N/D | N/D | N/D |
| Individual femení  | 2000 | 1300 | 780 | 430 | 240      | 130      | 70       | 10       | 40  | 30  | 20  | 2   |
| Dobles femenins    | 2000 | 1300 | 780 | 430 | 240      | 130      | 10       | N/D      | N/D | N/D | N/D | N/D |

### Distribució de premis
| Esdeveniment | G         | F         | SF      | QF      | 4a ronda | 3a ronda | 2a ronda | 1a ronda | Q3     | Q2     | Q1    |
| Individuals  | 2.200.000 | 1.120.000 | 560.000 | 380.000 | 222.000  | 130.000  | 79.000   | 40.000   | 21.000 | 11.000 | 6.000 |
| Dobles       | 560.000   | 280.000   | 139.000 | 76.000  | 41.000   | 22.000   | 11.000   | N/D      | N/D    | N/D    | N/D   |
| Dobles mixts | 120.000   | 60.000    | 30.000  | 17.000  | 9.500    | 4.750    | N/D      | N/D      | N/D    | N/D    | N/D   |

- Els premis són en euros.
- Els premis de dobles són per equip.